# Éditions Unes
Les Éditions Unes sont une maison d'édition française de littérature et de livres d'art créée en 1981. Spécialisée dans la poésie et l'art contemporain, elle compte parmi ses auteurs Paul Auster, Jean-Louis Giovannoni, Fernando Pessoa et Charles Reznikoff.

## Historique
Fondées par un instituteur, Jean-Pierre Sintive,, en 1981 dans le Var, les Éditions Unes commencent par publier des livres à tirage limité, imprimés sur presse typographique. Il publie d'abord Le Visage volé de Jean-Louis Giovannoni.
Bernard Noël, un des premiers soutiens, y publie de nombreux ouvrages, dont Fable pour cacher en 1982. Les éditions Unes collaborent avec divers auteurs et artistes, enrichissant leur catalogue.
Première, après quelques publications en revue, à éditer Paul Auster en France (dont elle publiera toute l'œuvre poétique, essentiellement dans les traductions de Danièle Robert), la maison fait paraître Bureau de tabac de Fernando Pessoa en 1985 (traduit par Rémi Hourcade). Unes fait également redécouvrir l'œuvre de Roger Giroux et fait connaître le poète espagnol José Ángel Valente en France.
Attachée à l'impression typographique, Unes a su créer « un catalogue prestigieux » en publiant de nombreux écrivains français aujourd'hui reconnus tels qu'André du Bouchet, François Cheng, Jean-Louis Giovannoni, Bernard Lamarche-Vadel, Bernard Noël. Elle s'est intéressée dès ses débuts à la poésie du monde en publiant notamment Paul Celan, Roberto Juarroz, Antonio Porchia, William Carlos Williams.
Après l'incendie de son diffuseur Les Belles Lettres en 2002, Unes cesse ses activités pendant quelques années. 
François Heusbourg, qui reprend les éditions Unes en 2013 à la demande de Jean-Pierre Sintive, fait rentrer une nouvelle génération d'auteurs au catalogue, en commençant par Cédric Le Penven et Raluca Maria Hanea, tout en accueillant des auteurs établis comme Daniel Biga, Caroline Sagot Duvauroux, Esther Tellermann, et en maintenant la fidélité de la maison aux auteurs historiques, tels que Ludovic Degroote ou Jean-Louis Giovannoni. Avec Aurélien Galateau, il a également étendu le champ éditorial de la maison en l'ouvrant aux sciences humaines.